# コート・ダジュール空港
コート・ダジュール空港（コート・ダジュールくうこう、フランス語：Aéroport Côte d'Azur）は、フランスのニースにある国際空港。ニース・コート・ダジュール国際空港（Nice Côte d'Azur International Airport）ともいう。
パリ＝シャルル・ド・ゴール空港、パリ＝オルリー空港に続いてフランスで3番目に利用客の多い空港で、2019年の利用客は約1,448万人だった。モナコまでのヘリコプター便も運航されている。

## 就航路線

### ターミナル1
| 航空会社                               | 就航地                                                                       |
| -------------------------------------- | ---------------------------------------------------------------------------- |
| エアリンガス                           | ダブリン                                                                     |
| ライアンエアー                         | ダブリン                                                                     |
| エア・バルティック                     | リガ                                                                         |
| エア・トランザット                     | モントリオール                                                               |
| エア・カナダ                           | モントリオール                                                               |
| オーストリア航空                       | ウィーン                                                                     |
| ブリティッシュ・エアウェイズ           | ロンドン/ヒースロー                                                          |
| BAシティフライヤー                     | ロンドン/シティ                                                              |
| ブリュッセル航空                       | ブリュッセル                                                                 |
| エミレーツ航空                         | ドバイ                                                                       |
| ユーロウイングス                       | ケルン                                                                       |
| イベリア航空                           | イビサ島、マドリード、マラガ、パルマ・デ・マヨルカ                           |
| ブエリング航空                         | バルセロナ                                                                   |
| Jet2.com                               | （リーズ・ブラッドフォード、マンチェスター）                                 |
| LOTポーランド航空                      | （ワルシャワ）                                                               |
| LTE International Airways              | （フローニンゲン）                                                           |
| ルフトハンザドイツ航空                 | （フランクフルト）                                                           |
| ルフトハンザ・シティーライン           | （ハンブルク、ミュンヘン、シュトゥットガルト）                               |
| ユーロウイングス                       | （デュッセルドルフ）                                                         |
| ルクスエア                             | （ルクセンブルク）                                                           |
| Malmö Aviation                         | （ヨーテボリ・ランドヴェッテル空港）                                         |
| ノルウェー・エアシャトル               | （ベルゲン、オスロ、スタヴァンゲル、トロンハイム）                           |
| Nouvelair                              | （ジェルバ）                                                                 |
| ロシア航空                             | （サンクトペテルブルク）                                                     |
| サウジアラビア航空                     | （ジッダ、リヤド）                                                           |
| スカンジナビア航空                     | （エンゲルホルム、コペンハーゲン、ストックホルム、チューリッヒ、ベクショー） |
| スターリング航空                       | （ビルン、コペンハーゲン、マルメ、オスロ、ストックホルム）                   |
| スイス インターナショナル エアラインズ | （チューリッヒ）                                                             |
| スイスヨーロピアンエアラインズ         | （チューリッヒ）                                                             |
| TAP ポルトガル航空                     | （リスボン、ポルト）                                                         |
| トランサヴィア                         | （アムステルダム、ロッテルダム）                                             |
| ターキッシュ エアラインズ              | （イスタンブール）                                                           |

### ターミナル2
| 航空会社           | 就航地     |
| ------------------ | ---------- |
| エールフランス航空 |            |
| フィンエアー       | ヘルシンキ |

- アエロフロート・ロシア航空（モスクワ）
- アルジェリア航空（アルジェ、アンナバ [seasonal]、コンスタンティーヌ）
- エールフランス（ボルドー、リール、リヨン、パリ（シャルル・ド・ゴール国際空港、オルリー空港）、ストラスブール、チュニス）
  - CityJet（ジェノヴァ、ロンドン）
  - CCM Airlines（トゥールーズ）
  - HOP!（ビアリッツ、クレルモン＝フェラン、メス/ナンシー、ナント ブレスト、カーン、リモージュ、レンヌ）
- アリタリア航空（ローマ）
  - Alitalia Express（ミラノ・マルペンサ）
- CCM Airlines（アジャクシオ、バスティア、カルヴィ、フィガリ）
- デルタ航空（ニューヨーク）
- イージージェット（ベルファスト国際空港、ベルリン・シェーネフェルト国際空港、ブリストル、ブリュッセル、ドルトムント、エディンバラ、リバプール、ロンドン（ロンドン・ガトウィック空港、ロンドン・ルートン空港、ロンドン・スタンステッド空港）、ニューカッスル、パリ（シャルル・ド・ゴール国際空港、オルリー空港））
  - イージージェット・スイス（バーゼル／ミュルーズ、ジュネーヴ）
- フィンエアー（ヘルシンキ）
- KLMシティホッパー（アムステルダム）
- ロイヤル・エア・モロッコ（カサブランカ）
  - アトラス・ブルー（マラケシュ）
- チュニスエア（ジェルバ島、モナスティル、チュニス）

## 交通アクセス
- 鉄道
  - リーニュ・ダジュールトラム2系統　2018年に開通した。2019年3月現在はニース中心部の手前のマグナン停留所までの運転であるが、2019年中に市内中心部への路線が開業予定。
  - フランス国鉄　サン・トーギュスタン駅より約2km（上記トラムにて連絡可能）

- バス
  - リーニュ・ダジュール　空港連絡バス
    - 98番　ニース市街、プロムナード・デ・アーツ行
    - 99番　SNCF駅（ニース・ヴィル駅）行

この空港連絡バスは一般市内バスと別運賃となっており、市内24時間乗車券も利用できない。
- - ニースエアポートエクスプレス
    - 110番　モナコ経由マントン行
    - 210番　カンヌ行

この他、都市間高速バスのニースでのターミナルが空港となっており、フランス国鉄運営の「OUI BUS」は第1ターミナルを、フリックスモビリティは第2ターミナルより各地に発着している。